# Educación separada por sexos

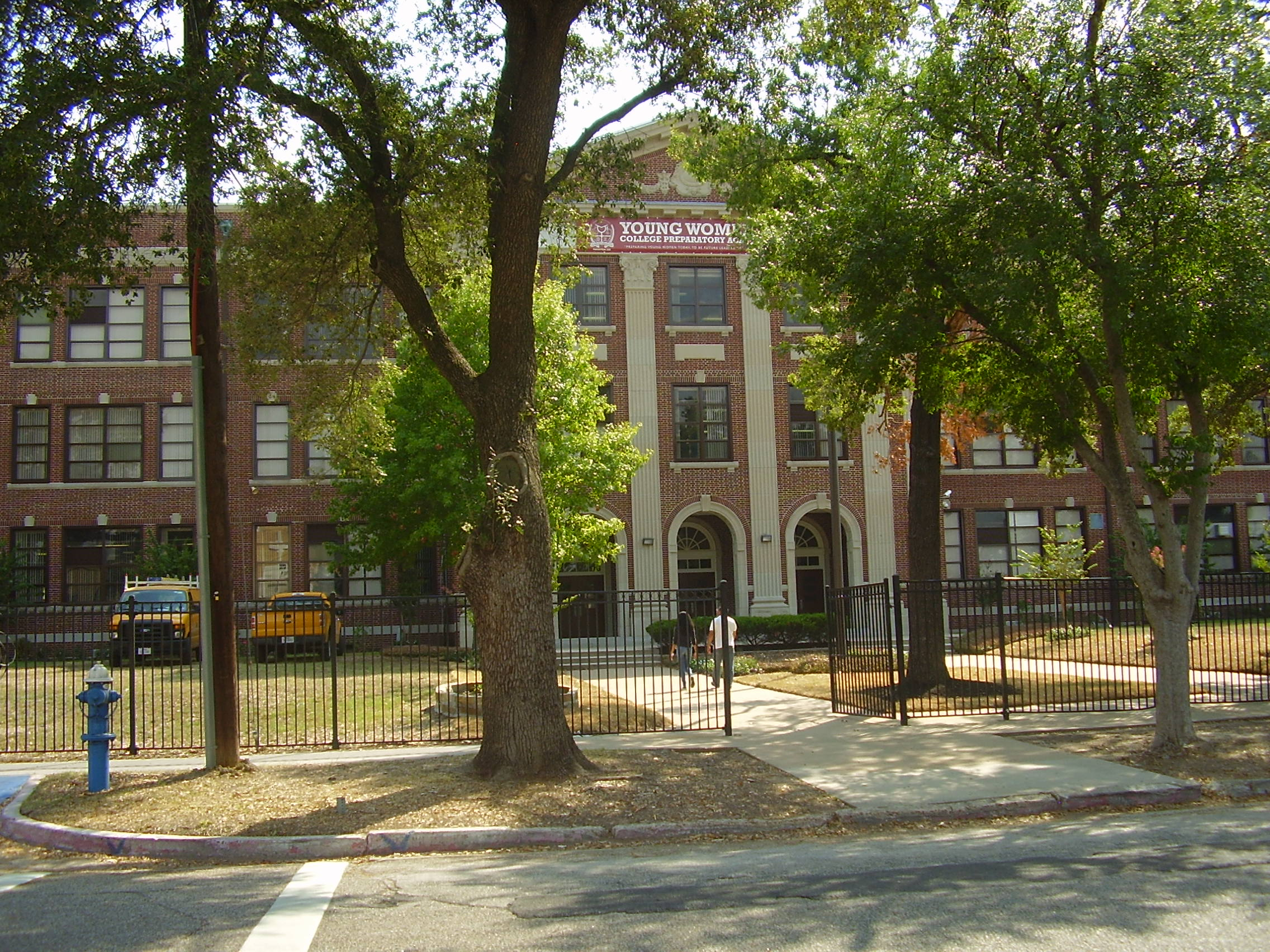
La Academia Preuniversitaria Femenina, en Houston, Texas, Estados Unidos

La educación separada por sexos es un modelo educativo que separa a los estudiantes por sexos, a diferencia de la educación mixta, el modelo mayoritario en los países occidentales.

## Historia
En Europa Occidental, antes del siglo XIX, el acceso a la educación por niñas se hacía en los propios hogares, a través de clases particulares, y no en la escuela, debido a la fuerte resistencia a que las mujeres participaran en las escuelas. Esta actitud comenzó a cambiar en los siglos XVII y XVIII, cuando se crearon escuelas para niñas tanto en la Europa católica, donde eran dirigidas por monjas, como en la Europa protestante, donde eran gestionadas por institutrices, filántropos y empresarios privados. El desarrollo fue similar en Estados Unidos, donde las primeras feministas establecieron con éxito instituciones educativas para mujeres. Éstas eran diferentes y se consideraban inferiores a las instituciones masculinas. Sin embargo, crearon algunas de las primeras oportunidades de educación superior formalizada para las mujeres en el mundo occidental. Los colegios de las Siete Hermanas ofrecieron una emancipación sin precedentes a las mujeres. El pionero Salem College de Winston-Salem (Carolina del Norte) se fundó en 1772, originalmente como escuela primaria, para convertirse después en academia (escuela secundaria) y finalmente en colegio. El New England Female Medical College (1848) y el Woman's Medical College of Pennsylvania (1850) fueron las primeras instituciones médicas del mundo creadas para formar a las mujeres en medicina y ofrecerles el título de médico.
Durante el siglo XIX, las ideas sobre la educación empezaron a cambiar: las ideas modernas que definían la educación como un derecho, y no como un privilegio disponible sólo para una pequeña élite, empezaron a ganar apoyo en Norteamérica y Europa. De esta forma, se introdujo la educación primaria masiva y se abrieron cada vez más escuelas mixtas. Junto con la educación masiva, la coeducación se convirtió en norma en muchos lugares. La creciente secularización del siglo XX también contribuyó a la aceptación de la educación mixta. En 1917 se impuso la coeducación en la Unión Soviética. Según Cornelius Riordan, a finales del siglo XIX, la coeducación era prácticamente universal en las escuelas públicas de primaria y secundaria de Estados Unidos (véase Kolesnick, 1969; Bureau of Education, 1883; Butler, 1910; Riordan, 1990). Además, a finales del siglo XX, esto era ampliamente cierto en todo el mundo. En el Reino Unido, Australia e Irlanda, la tradición de la educación de un solo sexo se mantuvo bastante fuerte hasta la década de 1960. Los años 60 y 70 fueron un periodo de intensos cambios sociales. Durante esa época se aprobaron muchas leyes contra la discriminación, como el Título IX de 1972. Wiseman (2008) muestra que, en 2003, sólo unos pocos países en todo el mundo tienen más de un uno o dos por ciento de escuelas de un solo sexo. Pero hay excepciones en las que el porcentaje de escuelas de un solo sexo supera el 10 por ciento: Bélgica, Chile, Singapur, el Reino Unido, Hong Kong, Israel, Nueva Zelanda, Australia, Corea del Sur y la mayoría de las naciones musulmanas. Sin embargo, recientemente ha resurgido el interés por las escuelas de un solo sexo en las sociedades modernas de todo el mundo, tanto en el sector público como en el privado.

## Denominación
Los partidarios la denominan educación diferenciada, y argumentan que con la separación se facilitan las mejores oportunidades para cada sexo, tratando específicamente a cada uno. Con frecuencia eso supone la diferenciación por sexos de todas o algunas de las clases, aun manteniéndose un mismo currículo para niños y niñas. En cambio los detractores la denominan educación segregada, ya que la consideran discriminatoria y sexista.

## Debate

### Partidarios

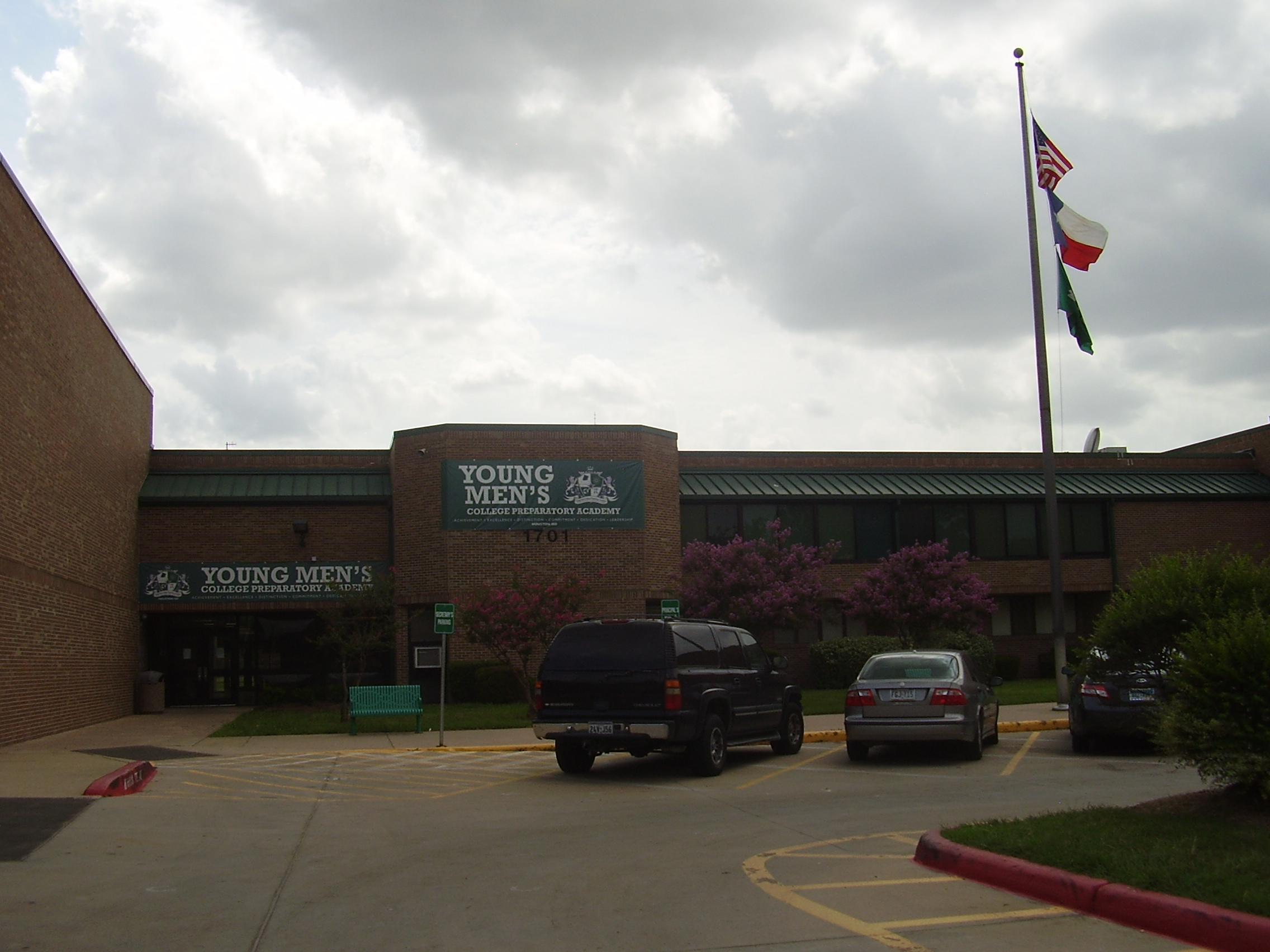
Academia Preparatoria para Hombres Jóvenes en Houston

Según la socióloga Marina Subirats los que defienden la educación separada por sexos recurren básicamente a dos tipos de argumentaciones:
1. "Las diferencias en el desarrollo y maduración del cerebro entre niños y niñas, que complican, al educarlos conjuntamente, los procesos educativos de unos y otras"
2. "Las diferencias en los comportamientos y actitudes de niños y niñas, que implican un elemento negativo –violencia, retraso escolar, falta de estímulos de competición...— cuando se produce una educación conjunta".

En cuanto al primer argumento, en España, la autora más conocida por sus escritos teóricos sobre la superioridad de la escuela diferenciada es María Calvo Charro, profesora de Derecho Administrativo de la Universidad Carlos III y presidenta en dicho país de la Asociación Europea de Centros de Educación Diferenciada (EASSE). Su razonamiento básico es el siguiente: «Sería ideal que el modelo mixto huyera del igualitarismo neutralizante de los sexos. Pero es muy difícil. Si se enseña de manera razonada, lenta y analítica, las niñas se aburren; mientras que si se enseña de manera explícita y ágil, son los niños los que se pierden. El ritmo de maduración y desarrollo en los varones es mucho más lento que el de las niñas. Solucionar eso es muy complicado». En una entrevista lo explicó de forma más detallada:

Gracias a los avances tecnológicos de los últimos 15 años, se han podido desarrollar nuevos métodos de investigación de la estructura y del funcionamiento cerebral. Los scanners y las resonancias magnéticas han permitido a los científicos analizar un cerebro en actividad, comprobar las diferencias entre ellos y cómo responden a distintos estímulos, demostrando que existe un dimorfismo cerebral desde el punto de vista sexual. Hasta entonces se pensaba que eran los roles, las pautas culturales o la educación que dábamos a los niños y niñas los
que determinaban que fueran de una manera u otra, ahora, gracias a estos avances, se puede afirmar que los cerebros de un hombre y de una mujer son diferentes desde el nacimiento, y que cada sexo sigue un desarrollo cerebral distinto, algo que si se hubiera dicho hace 20 años, se consideraría una aberración.[...] La educación diferenciada persigue atender las distintas cualidades para aprender que tienen tanto los chicos como las chicas. El currículo es el mismo, las asignaturas y los objetivos iguales, pero hay que tener en cuenta siempre los distintos modos de aprendizaje.

En apoyo de sus tesis recurren a las conclusiones de determinados estudios de psicología:

El hombre supera a la mujer en destreza y habilidad motoras, en orientación, en razonamiento matemático, entre otras aptitudes. La mujer es mejor que el hombre en movimientos fijos y precisos de manos y dedos, en cálculo y computación matemáticas, en la percepción sensorial (salvo en visión, equiparable en ambos), en fluidez verbal y en comunicación emocional, o expresión corporal.
Ignacio Morgado, catedrático de Psicobiología de la Universidad Autónoma de Barcelona.

El segundo tipo de argumentos se basan en la afirmación de que la educación separada por sexos permite a los alumnos alcanzar un mejor rendimiento escolar y un mejor aprendizaje. María Calvo también ha recurrido a este segundo tipo de argumentos para defender la educación separada:

Los chicos españoles son cada vez más analfabetos que las chicas. Nuestro sistema educativo está dando a los muchachos mucho menos de lo que merecen académicamente hablando. Las soluciones propugnadas desde ámbitos gubernamentales sugieren sin embargo la eliminación de la masculinidad de los jóvenes en el desarrollo de programas de igualdad de «género» y otras medidas «contra el sexismo» en las aulas que no hacen sino ahondar aún más en una postura radicalmente errónea que pretende negar unas características propias a los varones, provocándoles una auténtica crisis de identidad. Los chicos no necesitan que se les «rescate» de su masculinidad sino que se les comprenda y se les apliquen modelos pedagógicos adaptados a su peculiar forma de aprender y comportarse. Dejemos a los chicos «ser chicos» y reencontrarán su identidad. Ayudémosles a convertirse en «caballeros» y ellos solos cerrarán el abismo educativo que les separa de las chicas.

### Detractores
Los que se oponen a la educación separada y defienden la educación mixta afirman que «falta aun [sic] mucho para un conocimiento completo y exhaustivo del funcionamiento y desarrollo cerebral de los humanos» para que basemos en ello la separación de niños y niñas, y de que, por otro lado, de las diferencias biológicas «no tiene porqué derivarse la afirmación de destinos sociales diferentes». «El estudio del cerebro y la detección de las diferencias de funcionamiento no implican condiciones que hagan imposible un aprendizaje compartido». «Ya desde la biología ha quedado claro que ésta no es independiente del entorno, y que los estímulos sociales moldean nuestros comportamientos y hábitos favoreciendo o dificultando el desarrollo de determinadas capacidades».
En cuanto al argumento de que los alumnos obtienen mejores rendimientos académicos en escuelas separadas, los defensores del mantenimiento de la coeducación, llaman la atención de que en lo que se refiere a las escuelas de chicas, hay que tener en cuenta que «a menudo este tipo de escuelas se han creado como centros destinados a mujeres de clase alta, y son centros que cuentan con unos recursos y un profesorado por encima de lo común, además de unas alumnas procedentes de familias de un nivel cultural muy alto», lo que explicaría sus mejores rendimientos en matemáticas, por ejemplo.
Sobre el argumento de que en la educación mixta se da un mayor grado de violencia que en la separada, los detractores de la educación separada destacan «la diferente percepción que chicos y chicas tienen de la violencia en los centros educativos». «Determinados tipos de gestos y actitudes no son considerados violentos por los chicos: constituyen, de hecho, su forma normal de relacionarse, casi un juego, dado que los besos o abrazos están culturalmente proscritos para ellos, al generar de inmediato la sospecha de poca virilidad; los mismos gestos son leídos en cambio por las chicas como violentos: las expresiones de camaradería o de cariño suelen tomar entre ellas unas formas distintas, y los golpes, patadas, insultos, provocaciones, son interpretados como formas de agresión, no como expresiones de un vínculo afectivo».
Para Marina Subirats, socióloga de la educación partidaria de la coeducación, «los intentos de regreso a una escuela segregada» responden a «una reacción contra los avances de las mujeres y los cambios que ellos han generado en la sociedad. Reacción que vemos aparecer en distintos ámbitos en este momento, pero que parece tener especial virulencia en las grandes
religiones, y especialmente en la Iglesia Católica y en el Islam». Marina Subirats concluye defendiendo la coeducación «más que nunca»:

En la sociedad del siglo XXI hombres y mujeres conviven intensamente, y necesitan entenderse, partir de unas bases comunes, para no ser desconocidos unos para otras y viceversa, como sucede aun tan a menudo. Si hemos roto por fin el viejo pacto de obediencia de las mujeres, las convivencias deben reposar sobre consensos, y los consensos sólo son posibles entre personas capaces de entenderse mutuamente. De tener códigos en común, algo tan básico en los procesos educativos.

Los detractores de la educación separada por sexos basan su apoyo a la coeducación en que fomenta «la igualdad efectiva entre hombres y mujeres». De esta forma, sostienen que las diferencias cognitivas entre hombres y mujeres no son superiores a las que existen en relación con cualquier otro grupo en una sociedad cada vez más diversa, por lo que la educación separada por sexos sería igual de retrógrada que tener escuelas para inmigrantes, para hijos de familias monoparentales o para discapacitados.
Por otra parte, se sostiene que la educación en la heterogeneidad (cualquiera que sea la razón para la diversidad) es beneficiosa, al tratarse de la heterogeneidad que encontrarán en su vida diaria. También se argumenta que la educación separada puede dificultar la naturalidad en las relaciones entre sexos. Finalmente, se afirma que no es la opción preferida por los propios alumnos.

## La Educación separada por sexos en el mundo

### España

#### La dictadura franquista (1936-1975)

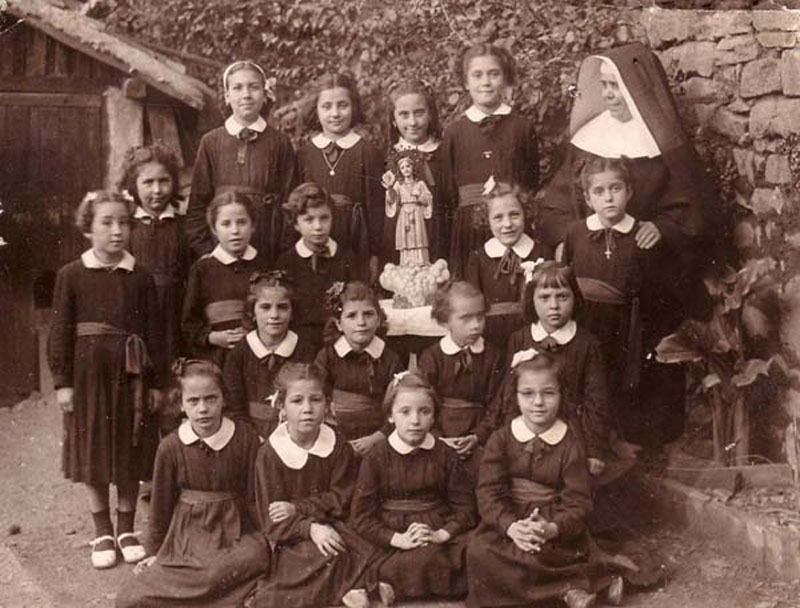
Grupo de niñas de un colegio religioso de Figaredo en 1951. Una de las características del sistema educativo franquista era la educación diferenciada por sexos, en contraposición a la Segunda República española que comenzó a implantar la educación mixta.

El sistema educativo franquista estableció la estricta separación de los niños y las niñas en la escuela y su formación diferenciada.
La «Orden de 1 de mayo de 1939  suprimiendo la coeducación en los Grupos escolares de Madrid y creando para los mismos plazas de Directoras y Directores» afirmaba:

La organización de algunos Grupos escolares de Madrid, reacción del régimen republicano, estaba hecha antes del 18  de julio de 1936 a base del sistema pedagógico de coeducación, contrario enteramente a los principios religiosos del Glorioso Movimiento Nacional, y, por tanto, de imprescindible supresión por antipedagógico y antieducativo Para que la educación de los niños y niñas responda a los principios de sana moral y esté de acuerdo en todo con los postulados de nuestra gloriosa tradición.

Razones fundamentales de índole pedagógica, moral y social impulsan a este Ministerio a suprimir en los Grupos escolares que se hará mención el régimen pedagógico de coeducación, implantando en su lugar la organización escolar con separación de sexos, estableciendo la Dirección
le los Grupos escolares de niñas a cargo de una D irectora y los Grupos escolares de niños a cargo de un Director, para dar así a cada uno las norm as educativas convenientes.
BOE, 6 de
mayo 1939, p. 2472

El artículo 14 de la Ley de Enseñanza Primaria de 1945 volvía a insistir en lo mismo: «El Estado por razones de orden moral y de eficacia pedagógica, prescribe la separación de sexos y la formación peculiar de niños y niñas en la educación primaria». Y el artículo 11 de esa misma ley establecía la educación diferenciada para los niños y las niñas: «La educación primaria femenina preparará especialmente para la vida del hogar, artesanía e industrias domésticas».
Como destacó la socióloga Marina Subirats, «la escuela franquista estuvo marcada, desde sus orígenes, por su antifeminismo profundo, que hay que entender en relación al papel atribuido a la mujer y al conjunto de rasgos ideológicos del régimen». Así la educación de las niñas en la escuela franquista se caracterizó por un «nivel educativo inferior al de los niños», por una «educación ‘diferente’, encaminada a que asuman su rol de ama de casa»; por la «desvalorización continua de su espontaneidad y su modo de ser, puesto que, haga lo que haga, la niña es considerada por definición, inferior al niño, que constituye el modelo general del individuo». La separación de sexos implicó también la introducción de asignaturas especiales para las niñas siguiendo el criterio establecido en una Orden de marzo de 1938, todavía en plena guerra civil española: «En las escuelas de niñas brillará la femineidad más rotunda, procurando las maestras, con labores y enseñanzas apropiadas al hogar, dar carácter a sus escuelas, tendiendo a una contribución práctica a favor de nuestro glorioso ejército». La separación de sexos también afectó a los profesores que solo podrá impartir clases a alumnos de su mismo sexo. En el preámbulo de la Ley de 20 de septiembre de 1938 por la que se establecía un nuevo Bachillerato se señalaba como uno de los síntomas de decadencia el «afeminamiento» contrapuesto al «viril heroísmo de la juventud en acción».
Estas disposiciones respondían a la ideología patriarcal que promovía la dictadura franquista, incompatible con la coeducación. Funcionarios y religiosos afines al régimen difundieron teorías que sostenían la existencia de ámbitos específicos de conocimiento «naturales» para cada uno de los sexos, basándose en la negación de la inteligencia como cualidad femenina. La mujer, considerada incapaz de competir con el varón en asuntos académicos o profesionales según estos ideólogos, debía centrarse en aquellas materias educativas más apropiadas a su sexo (entre las que el jesuita Francisco Peiró incluía «todos los trabajos en general de costura, tejido, decorado y mobiliario») o simplemente renunciar a sus aspiraciones de «alcanzar los puestos de la Cultura y la Administración» (para los que, salvo «contadísimos casos», no estarían preparadas, según la opinión del inspector franquista Adolfo Maíllo en Educación y Revolución, 1943).

#### El periodo democrático (1975-actualidad)
En la transición democrática se volvió a la educación integrada de los niños y de las niñas, como ya había iniciado la República —en el año 1936 aproximadamente un 30% de las escuelas públicas eran ya de niñas y
niños, pero la guerra impidió completar ese proceso—, y la coeducación se convirtió en uno de los principios del sistema educativo español. Sin embargo, algunos colegios vinculados a organizaciones religiosas como el Opus Dei mantuvieron la educación diferenciada entre los dos sexos. Con el segundo gobierno de José María Aznar (2000-2004) comenzaron a recibir subvenciones del Estado, al eliminarse la separación por sexos como una de las causas de la exclusión de los conciertos educativos. Los conciertos con este tipo de colegios quedaron expresamente reconocidos en la LOMCE de 2013, aprobada únicamente con los votos del Partido Popular aprovechando la mayoría absoluta de la que disfrutaba en el Congreso de los Diputados. El PSOE, principal partido de la oposición, presentó un recurso de inconstitucionalidad pero el Tribunal Constitucional en una sentencia del 10 de abril de 2018 consideró constitucional la educación separada por sexos, por lo que los centros educativos que la impartían podían seguir recibiendo subvenciones del Estado. Sin embargo, la LOMLOE, aprobada en diciembre de 2020 con los votos de los partidos nacionalistas y de los partidos de izquierda (PSOE y Unidas Podemos, que habían formado un gobierno de coalición presidido por el socialista Pedro Sánchez), prohibió expresamente que los colegios de educación separada por sexos pudieran recibir dinero público. El Partido Popular (PP), entonces en la oposición, anunció que iba a presentar un recurso de inconstitucionalidad contra la LOMLOE. El partido de ultraderecha Vox tomó la misma iniciativa.

### Estados Unidos
Hasta el siglo XIX, la educación diferenciada por sexos era la norma en los Estados Unidos, aunque esto variaba según la región. En Nueva Inglaterra, había más educación mixta que en el Sur, y las niñas de Nueva Inglaterra tenían más acceso a la educación en general. La educación mixta comenzó a extenderse rápidamente con la generalización de la educación primaria en el siglo XIX. Según Cornelius Riordan, "A fines del siglo XIX, la coeducación era prácticamente universal en las escuelas públicas primarias y secundarias estadounidenses (ver Kolesnick, 1969; Bureau of Education, 1883; Butler, 1910; Riordan, 1990). Sin embargo, la educación superior generalmente era para un solo sexo, y las universidades para hombres y mujeres eran comunes hasta bien entrado el siglo XX. Una forma de educación fuertemente asociada con la separación por sexos son las escuelas católicas, aunque muchas escuelas católicas en la actualidad son mixtas. Las de un solo sexo eran comunes hasta la década de 1970.

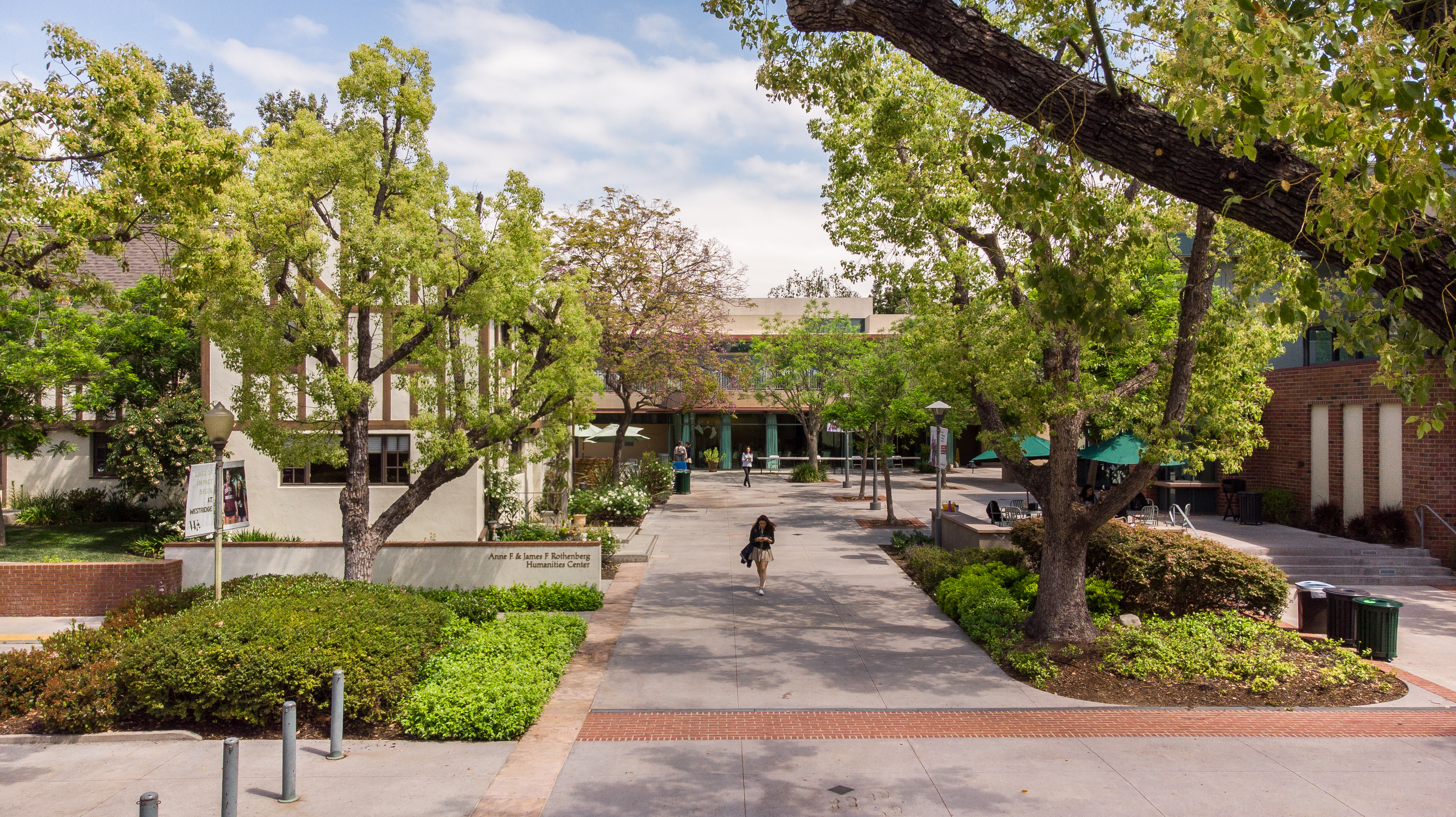
Foreman Courtyard en el campus de Westridge, Pasadena

Una controversia con respecto a la educación diferenciada en los Estados Unidos es su asociación con ideologías racistas en la década de 1950 en el sur de Estados Unidos. Después de que Brown v. Board of Education (1954) declarara inconstitucional la segregación racial en la educación, se abrió un camino para educar juntos a niños negros y blancos. Muchos conservadores reaccionaron muy negativamente a la idea de que los niños negros y las niñas blancas socializaran juntos, lo que podría conducir a parejas interraciales. Como tal, la separacon por sexo en las escuelas se volvió bastante común durante esa época en todo el sur de los EE. UU., y se establecieron muchas instituciones educativas para un solo sexo.
Un evento importante que afectó la escolarización de un solo sexo en los EE. UU. fue cuando se aprobaron las enmiendas del Título IX de las Enmiendas de Educación de 1972. La Enciclopedia de la mujer y el género explica que el Título IX está "fundado en las premisas de igualdad de oportunidades, igualdad de acceso y plena integración, y se centró en brindar acceso completo a la participación en todas las funciones de la educación, independientemente del género" (Segregación sexual en la educación, 2001). Muchas feministas lucharon por la aprobación de esta ley. El objetivo era prohibir toda discriminación sexual en cualquier programa educativo que recibiera ayuda financiera del gobierno. Se declaró específicamente en el sitio web del Departamento de Educación que, "Ninguna persona en los EE. UU., por motivos de sexo, puede ser excluida de la participación, negarse los beneficios o ser objeto de discriminación en cualquier programa o actividad educativa. recibir asistencia financiera federal".
La causa principal que condujo al inicio de más escuelas públicas con clases de un solo sexo o escuelas enteras fue cuando se aprobaron las reformas al Título IX de las Enmiendas Educativas de 1972 en 2006. Inicialmente, el Título IX había permitido la separación de hombres y mujeres en ciertas áreas en la escuela, antes de los nuevos cambios. Por ejemplo, se les permitió tener clases de educación física para un solo sexo cuando se trataba de deportes de contacto y clases de educación sexual. Kasic (2008) indica que las nuevas regulaciones permiten que las escuelas públicas reciban financiación si ofrecen clases para un solo solo sexo o si son escuelas enteras de un solo sexo; para iniciar estos programas deben tener un objetivo gubernamental o educativo.
Estos programas también deben ser voluntarios, por lo que no se puede exigir a las escuelas públicas que ofrezcan estos programas para un solo sexo. Si lo hacen, no pueden obligar a los estudiantes a participar en ellos. Diana Schemo explica en un artículo del New York Times: "Hasta ahora, los distritos escolares públicos que ofrecían una escuela a un sexo generalmente tenían que proporcionar una escuela equiparable para los estudiantes del otro sexo. Sin embargo, las nuevas reglas dicen que los distritos pueden ofrecer a esos estudiantes la opción de asistir a escuelas mixtas comparables" (Schemo, 2006, p. 2). Desde que se aprobaron estos reglamentos, el número de escuelas públicas que ofrecen programas de un solo sexo ha ido en constante aumento debido a que las reglas son más flexibles.

#### Revisión sistemática de 2005 y estudio de 2008
Una revisión sistemática publicada en 2005 que cubre 2221 estudios fue encargada por el Departamento de Educación de los Estados Unidos titulada educación diferenciada frente a educación mixta: una revisión sistemática.  La revisión, que tuvo controles estadísticos para el estatus socioeconómico de los estudiantes y los recursos de las escuelas, etc., encontró que en el estudio sobre los efectos de la escolarización diferenciada:
"Los resultados son equívocos. Existe cierto apoyo a la premisa de que la escolarización diferenciada puede ser útil, especialmente para ciertos resultados relacionados con el rendimiento académico y aspiraciones académicas más positivas. Para muchos resultados, no hay evidencia de beneficio o daño. "
En general, la mayoría de los estudios informaron efectos positivos para las escuelas de un solo sexo en las pruebas de rendimiento de todas las materias, y la preponderancia de los estudios en áreas como el rendimiento académico (tanto concurrente como a largo plazo) y la adaptación o el desarrollo socioemocional (tanto concurrente como a largo plazo)  da resultados prestando apoyo a la escolarización diferenciada.
Los datos cuantitativos "señalan que es de tres a cuatro veces más probable que se encuentren resultados positivos para las escuelas de un solo sexo que para las escuelas mixtas, tanto para el rendimiento académico como para el desarrollo socioemocional", dijo Cornelius Riordan, uno de los directores de la investigación.
La secretaria de Educación, Margaret Spellings, describió los cambios como parte de un mayor esfuerzo para expandir las opciones educativas en el sector público, afirmadno que los niños deberían recibir una educación de calidad en los EE.UU y que todos los distritos escolares merecína las herramientas para brindarla. También afirmaba que la investigación apoyaba la oferta de educación diferenciada y que los cambios no diluirían las protecciones del Título IX.
En 2008, el gobierno de los EE. UU. patrocinó otro estudio, "Implementación temprana de escuelas públicas de un solo sexo: Percepciones y características", que enumeró los beneficios de las escuelas de un solo sexo: (1) Disminuye las distracciones en el aprendizaje, (2) Reduce los problemas de comportamiento de los estudiantes, (3) Proporciona más oportunidades de liderazgo, (4) Promueve un sentido de comunidad entre los estudiantes y el personal, (5) Mejora la autoestima de los estudiantes, (6) Aborda los estilos de aprendizaje e intereses particulares de niños o niñas, (7) Disminuye el sesgo sexual en las interacciones entre maestros y estudiantes,  (8) Mejora el rendimiento de los estudiantes, (9) Disminuye los problemas académicos de los estudiantes de bajo rendimiento, (10) Reduce el acoso sexual entre los estudiantes, (11) Proporciona modelos estudiantiles más positivos, (12) Permite más oportunidades para ofertar servicios sociales y morales, orientación, (13) Brinda mayores opciones de elección en la educación pública.

#### Estudios posteriores
Investigadores australianos informaron en 2009 que las relaciones interpersonales de los estudiantes de secundaria se asociaron positivamente con los logros académicos y no académicos, aunque la interacción entre niños y niñas en la mayoría de los casos resultó en menos tareas, menos disfrute de la escuela y menos lectura y matemáticas. puntuaciones.
Un informe de la UCLA encargado por la Coalición Nacional de Escuelas para Niñas utilizó datos de una extensa encuesta nacional de estudiantes universitarias de primer año de EE. UU. y encontró orientaciones académicas más sólidas entre las mujeres que habían asistido a escuelas secundarias exclusivamente para niñas, en comparación con las escuelas secundarias mixtas, pero los efectos fueron menores y los autores concluyeron "que los beneficios marginales no justifican las posibles amenazas a la equidad de género provocadas por la segregación sexual académica".
En septiembre de 2011, la revista Science publicó un estudio profundamente crítico con la educación separada por sexo, argumentando que el movimiento hacia la educación diferenciada por sexos "está profundamente equivocado y, a menudo, está justificado por afirmaciones científicas débiles, seleccionadas o mal interpretadas en lugar de por argumentos válidos". evidencia científica". El estudio llega a la conclusión de que "no existe una investigación bien diseñada que demuestre que la educación diferenciada por sexo (SS) mejora el rendimiento académico de los estudiantes, pero existe evidencia de que la segregación sexual aumenta los estereotipos de género y legitima el sexismo institucional".
Leonard Sax, presidente de la Asociación Nacional para la Educación Pública de un solo sexo o NASSPE, respondió al artículo de Science diciendo que "TODOS los estudios citados en el artículo de SCIENCE sobre 'impactos negativos' eran de hecho estudios que involucraban a un pequeño número de estudiantes de preescolar". Dijo además que "estos autores no proporcionan evidencia para su afirmación sustantiva de que 'las divisiones de género se hacen aún más prominentes en los entornos de la educación diferenicada'. De hecho, esta conjetura se ha probado y se ha demostrado que es falsa en múltiples estudios". Sax citó un estudio que decía que "las niñas en el salón de clases solo para niñas eran menos conscientes de 'ser una niña' y menos conscientes de los estereotipos de género con respecto a la ciencia, en comparación con las niñas que fueron asignadas aleatoriamente a clases mixtas".
En enero de 2012, un estudio inédito de la Universidad de Pensilvania, que involucró un experimento aleatorio, considerado como el experimento con mayor nivel de evidencia científica. Los datos provienen de escuelas en Corea del Sur, donde se aprobó una ley que asigna aleatoriamente a los estudiantes a las escuelas de su distrito. El estudio de Park, Berhman y Choi titulado Efectos causales de las escuelas de un solo sexo en los exámenes de ingreso a la universidad y la asistencia a la universidad: Asignación aleatoria en las escuelas secundarias de Seúl concluyó que "Asistir a escuelas solo para niños o solo para niñas en lugar de asistir a escuelas mixtas es significativamente asociado con puntajes promedio más altos".

### Australia
En Australia, la mayoría de las escuelas de un solo sexo son escuelas independientes o católicas de pago. Hay un pequeño número de escuelas públicas separadas por sexos, mientras que dentro del sector privado la proporción de alumnos que asisten a escuelas separadas por sexos ha disminuido del 31% en 1985 al 24% en 1995. Sin embargo, a partir de 2016, la educación diferenciada en Australia es más popular que en los EE. UU.En 2001, después de seis años de estudio de más de 270.000 estudiantes en 53 materias académicas, el Consejo Australiano para la Investigación Educativa mostró que los niños y niñas de aulas de un solo sexo "obtuvieron en promedio 15 a 22 rangos porcentuales más altos que los niños y niñas en entornos mixtos. El informe también documentó que los niños y las niñas en las escuelas de un solo sexo tenían más probabilidades de comportarse mejor y encontrar el aprendizaje más agradable y el plan de estudios más relevante ".

### Bangladés
En Bangladés, una gran cantidad de escuelas y universidades gubernamentales y no gubernamentales son instituciones de un solo sexo, excepto las universidades. Cabe destacar que todas las escuelas de acantonamiento (escuelas no residenciales administradas directamente por militares), las escuelas Zilla (administradas directamente por el gobierno (que dieron comienzo por primera vez en el inicio de la época colonial), las universidades de cadetes (escuelas residenciales administradas directamente por militares) son escuelas de un solo sexo.
Los padres conservadores en Bangladés tienden a enviar a sus hijos a instituciones educativas de un solo sexo.

### Canadá
En Canadá existen muchas escuelas para un solo sexo, en particular las escuelas diferenciadas católicas. Los ejemplos en la ciudad de Toronto incluyen: Notre Dame High School, Neil McNeil High School, Chaminade College School, St. Joseph's Morrow Park Catholic Secondary School, Madonna Catholic Secondary School, Brebeuf College School, St. Joseph's College School, Michael Power High School , St. Joseph's High School, Islington, St. Michael's College School y De La Salle College School, Oaklands, Royal St. George's College.

### Francia
Como era costumbre en los países católicos de Europa, las niñas eran educadas en escuelas conventuales para niñas dirigidas por monjas, como Abbaye de Penthemont en París. Una rara excepción fue Maison royale de Saint-Louis, fundada por Madame de Maintenon en 1684. Después de la Revolución francesa, se volvió más común entre las escuelas de niñas, a menudo operadas por institutrices, siendo una famosa escuela pionera Jeanne-Louise-Henriette Campan.
Francia incluyó formalmente a las niñas en el sistema estatal de educación primaria en 1836, pero las niñas y los niños solo se integraron en los niveles inferiores, mientras que la educación secundaria de las niñas se confió a las escuelas de niñas administradas por monjas o institutrices, quienes carecían de la calificaciones necesarias. Cuando a las mujeres se les permitió formalmente asistir a la universidad en Francia en 1861, les resultó difícil graduarse, debido a la mala calidad de la educación secundaria. Cuando el problema de las maestras no cualificadas en la educación secundaria de las niñas fue abordado por un seminario estatal de maestros para mujeres y la educación secundaria estatal para niñas, ambos aún estaban separados por sexo. El sistema escolar francés no separó a niños y niñas en el nivel de educación media hasta el siglo XX.

### Alemania
Alemania fue pionera en la educación de las niñas. A partir del siglo XVII, se abrieron escuelas para niñas tanto en el sur de Alemania católico como en el norte de Alemania protestante.En la Alemania católica, las hermanas católicas Ursulina y Elisabeth establecieron las primeras escuelas de educación primaria para niños pobres y huérfanos y, finalmente (antes de 1750), también un tipo de escuelas de educación secundaria para niñas adineradas llamadas "institutos de hijas", que eran esencialmente escuelas de señoritas. En la Alemania protestante, el gran innovador de la escuela pietista August Hermann Francke de Halle fundó Gynaeceum, la primera escuela de niñas o 'Mädchenschule' en 1698. Al Gynaeceum le siguieron muchas escuelas de niñas pietistas en Alemania, en particular la Magdalenenstift en Altenburg y la Royal Elisabeth School de Johann Julius Hecker en Berlín en 1747.
En el siglo XVIII, se hizo común con la llamada Töchterschule ('escuela de hijas') en las ciudades alemanas, apoyada por la clase de comerciantes que deseaban que sus hijas recibieran educación primaria, así como las escuelas de niñas conocidas como Mädchenpensionat, escuelas para hijas de clase alta. A principios del siglo XIX, las escuelas secundarias para niñas conocidas como höhere Töchterschule ('Escuela superior para hijas') se hicieron comunes: estas escuelas recibieron apoyo del gobierno y se hicieron públicas en muchas ciudades alemanas en la segunda mitad del siglo XIX. Fueron diseñadas para convertirse en equivalentes de las escuelas de niños de educación secundaria. En 1908, se permitió que las mujeres asistieran a la universidad y, en el siglo XX, se integró el sistema público de educación secundaria.

### India

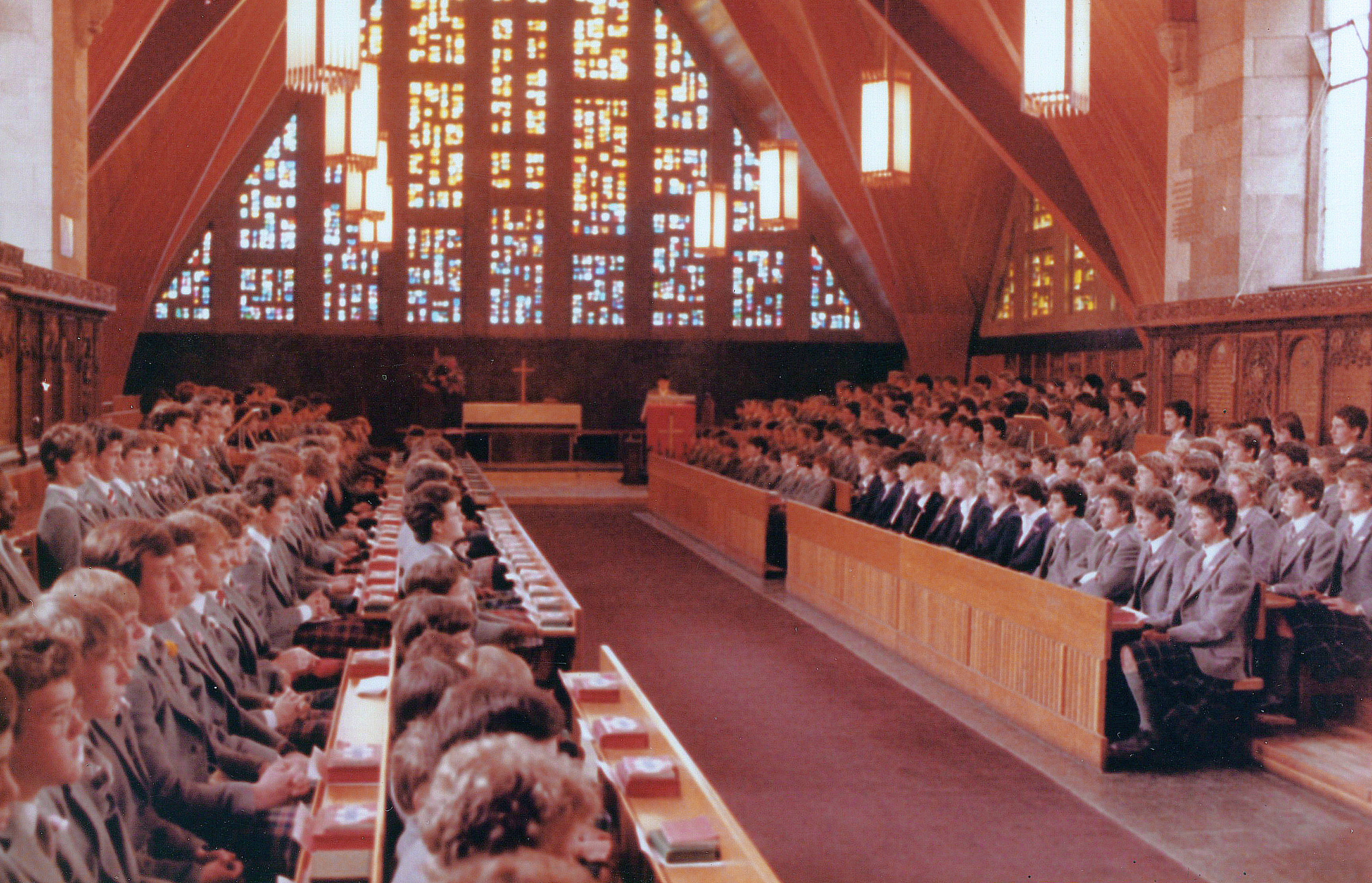
Estudiantes varones de Loretto School, Escocia

Las cifras indican que, a partir de 2002, el 53% de las niñas de la población india asisten a la escuela. Algunos padres conservadores pueden decidir retirar a sus hijas al inicio de la pubertad por miedo a la distracción. Un estudio argumenta que las escuelas mixtas brindan oportunidades para que los estudiantes interactúen con sus compañeros, lo que los desestresa y crea un ambiente más amigable y relajado. Por otra parte, también se afirma que en los colegios con aulas de un solo sexo, los estudiantes podrán concentrarse más en su educación, ya que no tendrán la distracción del otro sexo. 

### Irlanda
Irlanda tiene significativamente más alumnos que estudian en escuelas de un solo sexo que otros países occidentales: más de un tercio de las escuelas de segundo nivel son de un solo sexo. La educación diferenciada es menos común en el nivel primario que en el secundario: el 17% de los niños de primaria asisten a escuelas diferenciadas.

### Nueva Zelanda
En Nueva Zelanda, casi todas las escuelas primarias son mixtas (1935 mixtas, 7 solo para niños, 4 solo para niñas), mientras que hay muchos más ejemplos de escuelas secundarias separadas por sexo. Hay 45 escuelas secundarias solo para niños, 53 escuelas secundarias solo para niñas y 274 escuelas secundarias mixtas a julio de 2018.
A mediados del siglo XX, varias escuelas secundarias mixtas estatales se dividieron en dos escuelas de un solo sexo, y una escuela se mudó a un nuevo sitio para aliviar el hacinamiento. Estos incluyeron a Hamilton (1955), Gisborne (1956), Hastings (1956), Tauranga (1958), Rotorua (1959), Westlake (1962), Kelston (1963) y Marlborough (1963).

### Nigeria
En Nigeria, la opinión pública con respecto a los sexos en las escuelas está más influenciada por las creencias religiosas y culturales que por la idea de que los estudiantes aprenden mejor separados por sexos. Por ello, la actitud hacia la separación/integración de sexos varía según la composición étnica de la región. Las personas en el norte de Nigeria son principalmente musulmanas y, como resultado, están más inclinadas a elegir la educación diferenciada por sexo en lugar de la coeducación de acuerdo con sus creencias religiosas. Sin embargo, las escuelas de educación mixta en todo el país son más comunes que las escuelas de un solo sexo.
En contraste con el predominio de las escuelas mixtas, muchas instituciones educativas prestigiosas solo aceptan un sexo; ejemplos notables incluyen King's College y Queen's College situados en Lagos. Aunque los sexos no están separados en el aula a nivel universitario, es una práctica común emplear una política de vivienda de un solo sexo en los campus universitarios, por ejemplo, la Universidad Covenant.

### Oriente Medio

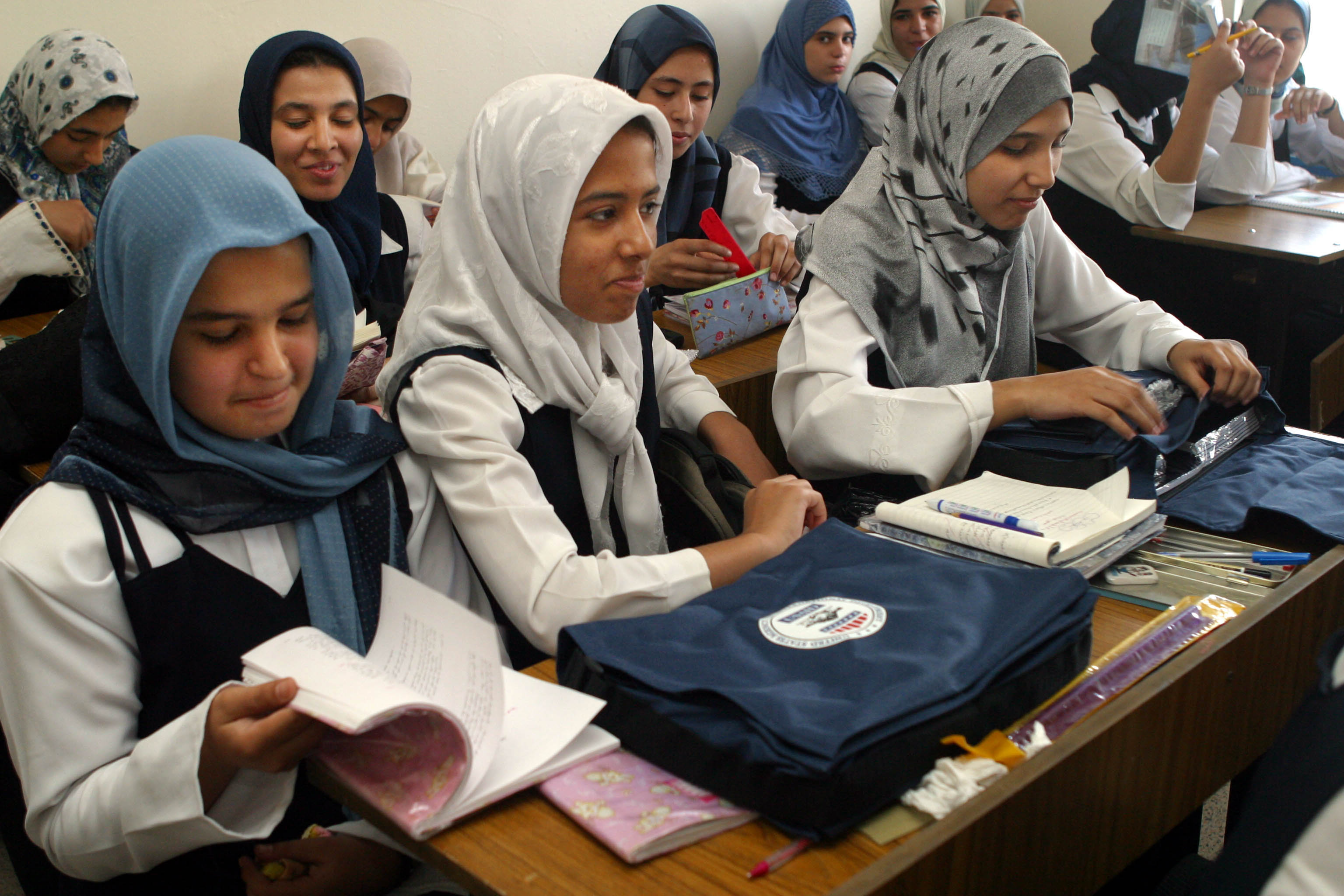
Niñas en una escuela de Irak.

En Oriente Medio, todos los colegios públicos de varios países segregan por sexos. También existen colegios privados de este tipo en algunos países.

#### Irán
En Irán, la educación separada por sexos está vigente en los colegios públicos y privados desde la Revolución islámica. Las universidades del país son mayormente mixtas, pero las escuelas segregan por sexos. Las universidades de Kosar (en Bojnourd) y Narjes Rafsanjan (en Rafsanjan) son dos ejemplos de universidades sólo para mujeres.

#### Israel
En Israel, los colegios públicos laicos son mixtos. Muchas de las escuelas públicas ortodoxas, aunque no todas, segregan por sexos; mientras que casi todos los colegios privados ultraortodoxos segregan por sexos, normalmente a partir de la escuela primaria.

#### Líbano
La mayoría de colegios del Líbano son mixtos.

#### Arabia Saudita
Todos los colegios del país segregan a sus alumnos por sexos: únicamente existen escuelas para niños y para niñas. El primer colegio privado femenino, el Madrasat AlBanat AlAhliah, fue inaugurado en 1941.

#### Siria
Los colegios privados en Siria son mixtos, mientras que los públicos en su mayoría (aunque no todos) segregan por sexos. Las universidades son todas mixtas.

#### Emiratos Árabes Unidos
Los colegios privados son mixtos en todos los emiratos excepto en Sharjah, donde es obligatoria la educación separada por sexos a partir del 4.º grado.

### Pakistán
El sistema educativo en Pakistán generalmente se divide en seis niveles: preescolar (para la edad de 3 a 5 años), primaria (grados uno a cinco), secundaria (grados seis a ocho), secundaria (grados nueve y diez, que lleva a la Certificado de Escuela Secundaria o SSC), intermedios (grados once y doce, que conducen a un Certificado de Escuela Secundaria Superior o HSSC) y programas universitarios que conducen a títulos de pregrado y posgrado. La mayoría de las escuelas privadas en las principales ciudades como Karachi, Lahore, Faisalabad, Hyderabad, Islamabad y Rawalpindi tienen sistemas de educación mixta, pero todas las escuelas públicas se adhieren a la educación diferenciada. En algunas ciudades, se prefiere la educación diferenciada, como Peshawar y Quetta, donde muchas escuelas son educativas diferenciadas. Sin embargo, también existen escuelas en las áreas urbanas que son mixtas. La mayoría de las universidades también son instituciones educativas de un solo sexo hasta la graduación, pero muchas universidades del sector público y privado tienen sistemas de educación mixta. También hay algunas universidades para mujeres en Peshawar y Rawalpindi. Sin embargo, la mayor parte de la educación superior en Pakistán es mixta.

### Suecia
Alrededor de 1800, comenzaron a aparecer las escuelas secundarias medias para niñas, y se hicieron más comunes durante el siglo XIX. A mediados de la década de 1970, la mayoría de ellos habían sido reemplazados por educación mixta.
Por ley de la década de 1570 (Ordenanza de la Iglesia sueca de 1571), se esperaba que tanto las niñas como los niños recibieran educación primaria. El establecimiento de escuelas para niñas se dejó en manos de las autoridades de cada ciudad, y no se fundó ninguna escuela para niñas hasta la Rudbeckii flickskola en 1632, y esa escuela fue un ejemplo aislado. Sin embargo, las escuelas para niños aceptaban estudiantes femeninas en los niveles más bajos y, en ocasiones, incluso en los niveles altos: Ursula Agrícola y Maria Jonae Palmgren fueron aceptadas en Visingsö Gymnasium en 1644 y 1645 respectivamente, y Aurora Liljenroth se graduó en la misma escuela en 1788.
Durante el siglo XVIII, se establecieron muchas escuelas para niñas, conocidas como Mamsellskola ('escuela Mamsell') o Franskpension ('pensión francesa'). Estas escuelas normalmente podrían clasificarse como "finishing schools", con solo una educación superficial de conversación cortés en francés, bordado, piano y otros logros, y el propósito era solo brindar a los estudiantes una educación mínima adecuada para ser una dama, una esposa , y una madre.
En la primera mitad del siglo XIX, el creciente descontento por la educación superficial de las mujeres finalmente resultó en que las "finishing schools" fueran reemplazadas gradualmente por escuelas para niñas con un nivel superior de educación secundaria académica, llamadas "Escuelas Superiores para Niñas", a mediados del siglo XIX. En el momento de la introducción de la escuela primaria obligatoria para ambos sexos en Suecia en 1842, solo cinco escuelas en Suecia brindaban educación secundaria académica a mujeres: Societetsskolan (1786), Fruntimmersföreningens flickskola (1815) y Kjellbergska flickskolan (1833) en Gotemburgo, Askersunds flickskola (1812) en Askersund y Wallinska skolan (1831) en Estocolmo.
Durante la segunda mitad del siglo XIX, había escuelas secundarias para niñas en la mayoría de las ciudades suecas. Todos estos eran privados, excepto el colegio de mujeres Högre lärarinneseminariet en Estocolmo desde 1861, y la escuela de niñas adyacente Statens normalskola för flickor. El Comité Escolar de Niñas de 1866 organizó la regulación de las escuelas de niñas y la educación femenina en Suecia: a partir de 1870, se otorgó a algunas escuelas de niñas el derecho de ofrecer el nivel de gimnasio (escuela) a sus alumnas, y a partir de 1874, esas escuelas de niñas las escuelas que cumplían con las demandas recibieron apoyo gubernamental y algunas obtuvieron el derecho a administrar el examen final de la escuela. Esto fue necesario para que las mujeres pudieran matricularse en las universidades, que se abrieron a las mujeres en 1870, ya que las alumnas no eran aceptadas en las mismas escuelas secundarias que los alumnos varones.
Entre 1904 y 1909, las niñas se integraron en las escuelas públicas para niños en los niveles secundarios, lo que les permitió completar su educación primaria y secundaria en una escuela pública en lugar de asistir a una costosa escuela privada para niñas. Finalmente, en 1927, se integraron todas las escuelas secundarias estatales para varones y las escuelas privadas para niñas comenzaron a transformarse en escuelas mixtas, proceso que culminó en 1970.

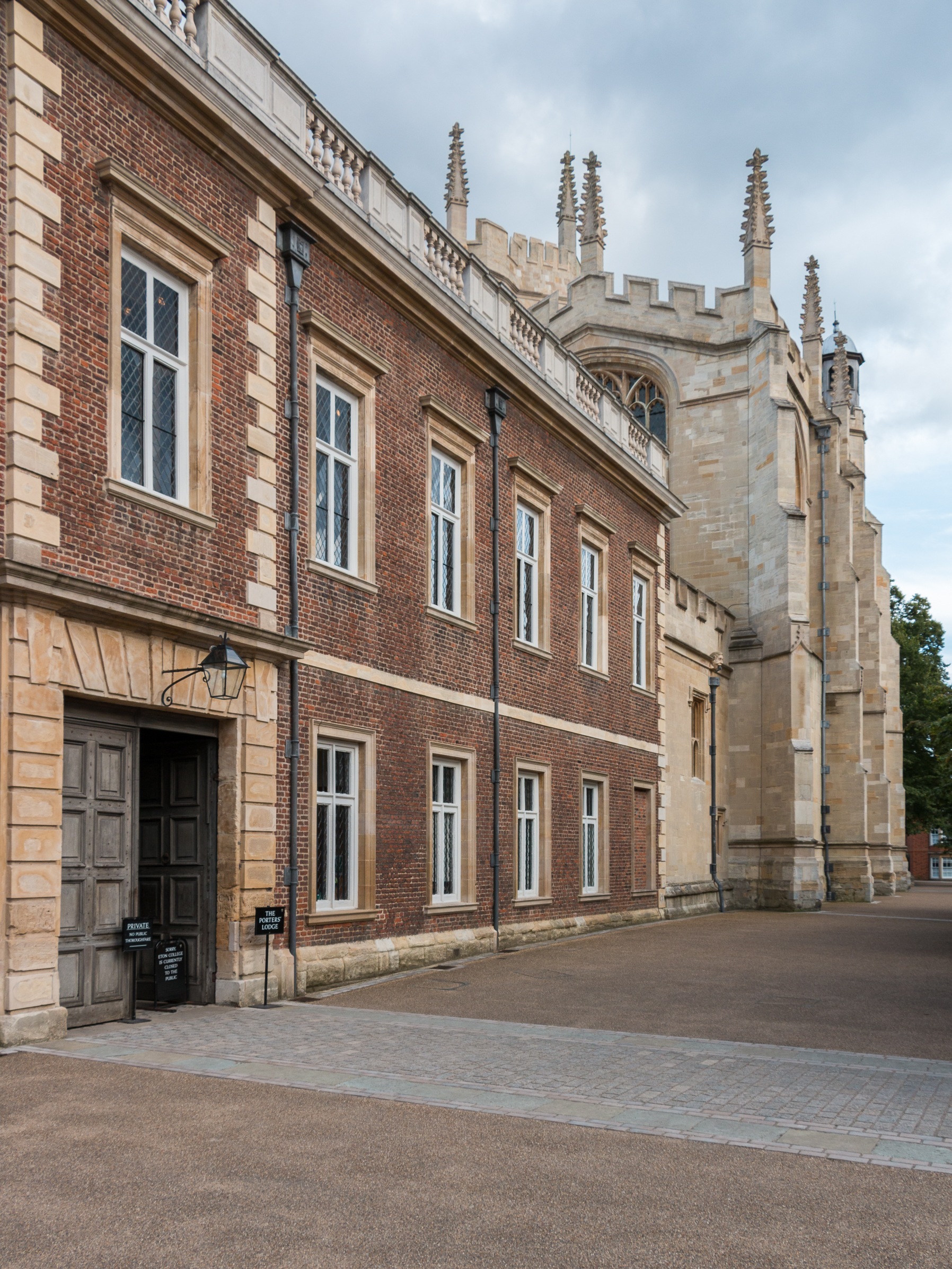
Eton College, un prestigioso colegio sólo para chicos

### Reino Unido
Mientras que Inglaterra tiene una tradición muy fuerte de educación diferenciada, la educación escocesa fue en gran parte mixta y Gales introdujo escuelas duales (una parte de niñas y una parte de niños en la misma escuela) en 1889. En Inglaterra, la mayor parte de la educación secundaria fue de un solo sexo hasta la década de 1970.
La escolarización de un solo sexo era la norma tradicional para las escuelas secundarias en la mayor parte del Reino Unido, especialmente para las escuelas modernas privadas, primairas y secundarias, pero la mayoría de las escuelas del Reino Unido ahora son mixtas. En el sector estatal del sistema educativo del Reino Unido quedan pocas escuelas de un solo sexo: el número de escuelas estatales diferenciadas ha caído de casi 2500 a unas 400 en 40 años. Según Alan Smithers, profesor de educación en la Universidad de Buckingham, no había evidencia de que las escuelas separadas por sexo fueran consistentemente superiores. Un importante estudio trasversal de más de 17.000 personas examinó si la escolarización diferenciada por sexo marcaba la diferencia en una amplia gama de resultados, incluidos los logros académicos, ingresos, el matrimonio, la maternidad y el divorcio. Los autores encontraron que los resultados son favorables para las niñas: a las niñas les fue mejor en los exámenes a los 16 años en escuelas de un solo sexo, mientras que los niños lograron resultados similares en escuelas de un solo sexo o mixtas. Las niñas mejoraron sus calificaciones y habilidades en matemáticas y ciencias si asistían a una escuela de niñas, y los niños  mejoraron sus calificaciones y habilidades en inglés si asistían a una escuela de niños. Es decir, los estereotipos de sexo eran más débiles en los colegios de un solo sexo.